# Einsatzgruppe D der Sicherheitspolizei und des SD
Die Einsatzgruppe D der Sicherheitspolizei und des SD war eine der „Sondereinheiten“ im Deutsch-Sowjetischen Krieg. Aufgabe dieser Einsatzgruppen war die Ermordung politischer Gegner des nationalsozialistischen Regimes sowie die Beteiligung am Holocaust, wobei im Zuge der allgemeinen Vernichtungspolitik in der Sowjetunion auch Roma, so genannte Asoziale und Kriegsgefangene erschossen wurden.
Sie wurde der 11. Armee der Wehrmacht zugeteilt. Dementsprechend waren die Südukraine, die Bukowina, Bessarabien, die Krim und der Kaukasus ihre Einsatzgebiete. Im Sommer 1942 verlegte sie im Gefolge der Heeresgruppe A in den Kaukasus. Nach der Schlacht von Stalingrad zog sie sich mit der Wehrmacht wieder nach Westen zurück. Nach eigenen Berichten brachte sie bis Mai 1943 91.728 Menschen um.

## Führung und Gliederung
Führer
- SS-Standartenführer Otto Ohlendorf (Juni 1941 bis Juli 1942, Adjutant Heinz Schubert)
- SS-Oberführer Walther Bierkamp (Juli 1942 bis Juli 1943)

Teilkommandos
Sonderkommando 10a
- SS-Obersturmbannführer Heinrich Seetzen (Juni 1941 bis Juli 1942)
- SS-Sturmbannführer Kurt Christmann (1. August 1942 bis Juli 1943)

Sonderkommando 10b
- SS-Sturmbannführer Alois Persterer (Juni 1941 bis Dezember 1942), Mitarbeiter Fritz Valjavec
- SS-Sturmbannführer Eduard Jedamzik (Dezember 1942 bis Februar 1943)

Sonderkommando 11a
- SS-Sturmbannführer Paul Zapp (Juni 1941 bis Juli 1942)
- SS-Sturmbannführer Gerhard Bast (November/Dezember 1942)
- SS-Sturmbannführer Werner Hersmann (Dezember 1942 bis Mai 1943)

Sonderkommando 11b
- SS-Sturmbannführer Heinz Unglaube (Juni bis Juli 1941)
- SS-Sturmbannführer Bruno Müller (Juli bis Oktober 1941)
- SS-Sturmbannführer Werner Braune (Oktober 1941 bis September 1942)
- SS-Obersturmbannführer Paul Schulz (September 1942 bis Februar 1943)

Einsatzkommando 12
- SS-Sturmbannführer Gustav Adolf Nosske (Juni 1941 bis Februar 1942)
- SS-Standartenführer Erich Müller (Februar bis Oktober 1942), unter anderem mit Sitz in Pjatigorsk.[2]
- SS-Obersturmbannführer Günther Herrmann (Oktober 1942 bis März 1943)

## Einsatzräume der Einsatzgruppe

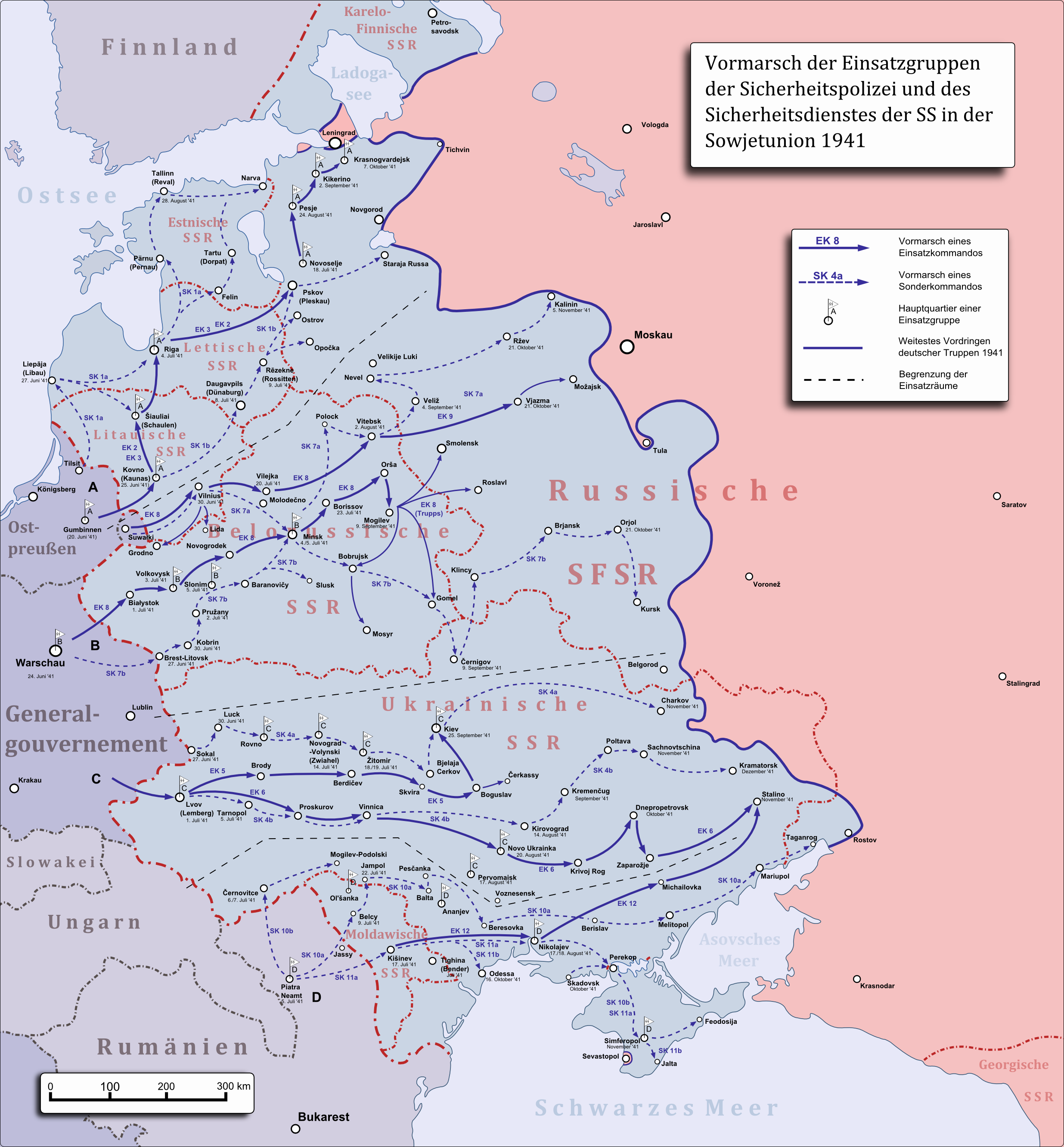
Vormarsch der Einsatzgruppen im Krieg gegen die Sowjetunion (1941)

Die Einsatzgruppe D wurde der 11. Armee der Wehrmacht im Verband der Heeresgruppe Süd zugeteilt. Sie hatte eine Stärke von ca. 600 Mann. Anfang Juli 1941 erreichte sie ihre Ausgangsstellung in der nördlichen Moldau. Erster Standort wurde Piatra Neamț. Auf Weisung des Armeeoberkommandos (AOK) übernahm der Einsatzgruppen-Führer Otto Ohlendorf die Absperrung im Grenzgebiet zu Rumänien. Auftrag des AOK war zu verhindern, dass aus den von rumänischen Truppen besetzten Gebieten die russische und jüdische Bevölkerung über den Dnjestr abgeschoben wurde.
Am 22. Juli verlegte die Einsatzgruppe nach Iași. Anfang August setzte das AOK die Einsatzgruppe ein, um gemeinsam mit der Geheimen Feldpolizei das gesamte rückwärtige Gefechtsgebiet nach Soldaten der Roten Armee zu durchkämmen.
Mitte August stand die Einsatzgruppe in Ananjew, in der zweiten Septemberhälfte erlaubte das AOK die Vorverlegung nach Nikolajew. Anfang November 1941 stand sie in Simferopol auf der Krim. Dort verübte sie die als Simferopol-Massaker bekannte Mordaktion an der jüdischen, krimtschakischen und Roma-Bevölkerung der Stadt. Erst im Juli 1942 rückte sie nach Taganrog vor, im August dann nach Woroschilowsk im Nordkaukasus.
Nach der Schlacht von Stalingrad zog sie sich aus dem Kaukasusgebiet zurück. Der Standort Simferopol musste aber bald geräumt werden. Die Einsatzgruppe verlegte nach Owrutsch am Pripjet und betätigte sich an der Partisanenbekämpfung. Ihrer ursprünglichen Aufgabe konnte sie ab dieser Zeit nicht mehr nachgehen, sie sei ab dieser Zeit nur noch „kämpfende Truppe“ gewesen, gab Ohlendorf im Einsatzgruppen-Prozess zu Protokoll.

## Zahl der Opfer
Laut Sammelbericht der Einsatzgruppe D vom 8. April 1942 Gesamtzahl 91.678. Am 17. April 1942 wurden weitere 50 Erschießungen gemeldet. Die letzte erhalten gebliebene Meldung der Einsatzgruppe stammt vom 23. Mai 1943. Sie enthält keine Mitteilung über jüdische Opfer mehr.

## Sonderkommando 10a
Sonderkommando 10a rückte im östlichen Schwarzmeergebiet vor und gelangte bis in das Vorland des Kaukasus. Seine Berichte geben die Opferzahlen in der Regel nur pauschal an, ohne Angabe des Ortes. Teilweise fehlen Zahlenangaben ganz, und es wurde nur berichtet, dass Orte „sicherheitspolitisch überholt“ worden waren.
Im Sommer 1941 operierte es im Gebiet zwischen Bug und Dnjestr. Im Juli 1941 wurde es vom AOK nach Belzy befohlen und rückte über Jampol nach Beresowka vor. Im September folgte es dem XXXX. Armeekorps und stand dann bei Taganrog mit Außenposten in Städten nördlich des Asowschen Meeres. Mit der Sommeroffensive 1942 verlegte es nach Krasnodar und entsandte Außenkommandos in das Kuban-Gebiet und in die Hafenstädte am Schwarzen Meer. Im Februar 1943 begann es mit dem Rückzug nach Westen.